# غورخانة (نقدة)
غورخانة هي قرية في مقاطعة نقدة، إيران. يقدر عدد سكانها بـ 31 نسمة بحسب إحصاء 2016.